# Büyükkumla, Gemlik
Büyükkumla là một xã thuộc quận Gemlik, tỉnh Bursa, Thổ Nhĩ Kỳ. Dân số thời điểm năm 2011 là 697 người.